# Changan PSA
Changan PSA (офіційно Changan PSA Automobiles Co., Ltd., неофіційно CAPSA) — колишня автомобільна компанія зі штаб-квартирою в Шеньчжені, Китай, спільним підприємством 50:50 між Changan Automobile і Groupe PSA. Основною діяльністю компанії було виробництво та продаж легкових автомобілів марки DS Automobiles для Китаю.
Changan PSA було другим автомобільним спільним підприємством Groupe PSA в Китаї після Dongfeng Peugeot-Citroën. Розташована на нещодавно побудованій виробничій базі в Шеньчжені, мала річну виробничу потужність 200 000 автомобілів.